# Assorbività molare
L'assorbività molare o coefficiente di assorbimento molare di una specie chimica rappresenta l'assorbanza specifica di una soluzione a concentrazione molare unitaria, ad una data lunghezza d'onda, attraverso una cella di lunghezza ottica unitaria (in genere espressa in centimetri). In passato l'assorbività molare era denominata anche coefficiente di estinzione molare, termine ora considerato obsoleto secondo la terminologia IUPAC.
Viene indicato con la lettera ε o ελ.
Compare nella legge di Lambert-Beer, utilizzata per correlare la concentrazione di specie in soluzione all'assorbanza della soluzione stessa.
Questo parametro, tipico di ogni sostanza, è strettamente dipendente dalla lunghezza d'onda, λ della luce incidente; il valore di ε è direttamente proporzionale all'intensità dell'assorbimento. 
Le dimensioni del coefficiente di assorbimento molare sono:
{\displaystyle {L^{2} \over Q}}
perciò si esprime nel Sistema internazionale in m2·mol-1
Un metodo per misurare il coefficiente di assorbimento molare è quello di sfruttare un particolare fenomeno che coinvolge i laser detto lente termica.